# Kent Music Report
Kent Music Report a fost un clasament muzical săptămânal condus de istoricul muzical David Kent din mai 1974 până în 1998. După 1988, Australian Recording Industry Association, care a folosit acest clasment timp de mai mulți ani, a decis să producă propriul clasament cu numele de 'ARIA Charts'.